# Anna Zdekauerová
Anna Zdekauerová, rozená Artusová (12. března 1826 Brno – 24. června 1896 Praha), byla česko-německá šlechtična, spolková činovnice, sufražetka a feministka, zakladatelka Prager Frauen-Erwerb-Verein, jednoho z prvních ženských spolků v českých zemích. Patřila k předním osobnostem německého ženského emancipačního hnutí v českých zemích. Byla snachou pražského židovského bankéře a velkopodnikatele Moritze Zdekauera.

## Život

### Mládí
Narodila se v Brně do německy mluvící rodiny. Okolo roku 1846 se provdala za pražského velkoobchodníka rytíře Karla von Zdekauera. Manžel zdědil část rozsáhlého rodinného majetku vybudovaného jeho podnikavým otcem Moritzem Zdekauerem, pražským bankéřem židovského původu, který zemřel roku 1845. Patrně konvertoval ke katolictví, aby mohl nabýt plných majetkových práv, kterými Židé v Rakouském císařství až do roku 1867 nedisponovali. V Praze vlastnil bankovní ústav, několik průmyslových podniků a vlastní paroplavební společnost, která zdárně konkurovala prvnímu takovému vzniknuvšímu podniku, Pražské paroplavební společnosti.

### Prager Frauen-Erwerb-Verein
Roku 1869 iniciovala Zdekauerová založení Prager Frauen-Erwerb-Verein (Pražský ženský výrobní spolek), jako jednoho z prvních německých ženských spolků v Rakousko-Uhersku. Teprve Říjnový diplom vydaný roku 1860 umožnil zakládat spolky, do té doby nebyla spolková činnost dovolena. Prvním pražským ženským spolkem se stal Spolek svaté Ludmily založený roku 1851 šlechtičnou Kristinou Schönbornovou, ten měl však čím dál více český charakter, který ještě posílila Marie Riegrová-Palacká, dcera Františka Palackého, když do něj vstoupila roku 1864.
Německý ženský výrobní spolek se scházel v nově vystavěném domě čp. 311/I v Bartolomějské ulici č. 8 na Starém Městě pražském. Vedle společenského rozměru vznikl s cílem mj. zlepšit možnosti vzdělání německým ženám v Praze, podobně jako Spolek svaté Ludmily, první český spolek Americký klub dam nebo roku 1871 založený Ženský výrobní spolek. Zdekauerová spolupracovala mj. s Helenou Ringhofferovou, členkou rodiny Ringhofferů, majitelů Ringhofferových strojíren na Smíchově. S výstavou rukodělných prací žen se zúčastnil Světové výstavy ve Vídni roku 1872.
Roku 1873 ovdověla.

### Úmrtí
Anna Zdekauerová zemřela 24. června 1896 v Praze. Pohřbena byla nejspíše spolu se svým manželem v hrobce na Olšanských hřbitovech.
Spolu s manželem měli celkem pět dětí, čtyři syny a jednu dceru.